# Mike Flater
Mike Flater (Evanston, 22 gennaio 1950) è un ex calciatore statunitense, di ruolo attaccante.

## Carriera

### Club
Formatosi nella selezione calcistica della Colorado School of Mines di Golden, Colorado, con i quali praticherà ad alto livello anche a football americano e atletica, e che lo inserirà nel 2023 nel proprio famedio sportivo.
Nel 1974 è in forza alla squadra B della franchigia della NASL dei Denver Dynamos. Entrerà a far parte della rosa della prima squadra dei Dynamos dalla stagione 1975, divenendo insieme al sudafricano Patrick Ntsoelengoe miglior marcatore della squadra con 10 reti, non riuscendo però ad accedere ai playoff per il titolo.
Nel 1976 segue i Dynamos nel loro ricollocamento a Minneapolis, che darà origine ai Minnesota Kicks. Nella stagione 1976 Flater con la sua squadra raggiungerà la finale della competizione, nella quale non fu però impiegato, persa per 3-0 contro i Toronto Metros-Croatia. La stagione seguente la corsa al titolo invece si fermò ai quarti di finale dei playoff.
Nel campionato 1978 passò agli Oakland Stompers, che lasciò nel corso del torneo per i Portland Timbers. Con i Timbers raggiunse le semifinali playoff, perse con i futuri campioni del N.Y. Cosmos. Militò nei Timbers sino alla fine della stagione 1980, quando si ritirò dall'attività agonistica a causa delle conseguenze di un grave infortunio.

### Nazionale
Nel 1972, con la nazionale olimpica di calcio degli Stati Uniti d'America partecipò al torneo di calcio della XX Olimpiade, dove ottenne l'ultimo posto del Gruppo 1, giocando solo nella sconfitta per 7-0 contro la Germania.
Tra il 1975 ed il 1977 ha giocato 15 incontri, senza segnare alcuna rete, nella nazionale di calcio degli Stati Uniti d'America.

## Statistiche

### Cronologia presenze e reti in Nazionale
| Cronologia completa delle presenze e delle reti in nazionale ― Stati Uniti | Cronologia completa delle presenze e delle reti in nazionale ― Stati Uniti | Cronologia completa delle presenze e delle reti in nazionale ― Stati Uniti | Cronologia completa delle presenze e delle reti in nazionale ― Stati Uniti | Cronologia completa delle presenze e delle reti in nazionale ― Stati Uniti | Cronologia completa delle presenze e delle reti in nazionale ― Stati Uniti | Cronologia completa delle presenze e delle reti in nazionale ― Stati Uniti | Cronologia completa delle presenze e delle reti in nazionale ― Stati Uniti |
| Data                                                                       | Città                                                                      | In casa                                                                    | Risultato                                                                  | Ospiti                                                                     | Competizione                                                               | Reti                                                                       | Note                                                                       |
| -------------------------------------------------------------------------- | -------------------------------------------------------------------------- | -------------------------------------------------------------------------- | -------------------------------------------------------------------------- | -------------------------------------------------------------------------- | -------------------------------------------------------------------------- | -------------------------------------------------------------------------- | -------------------------------------------------------------------------- |
| 24-6-1975                                                                  | Seattle                                                                    | Stati Uniti                                                                | 0 – 4                                                                      | Polonia                                                                    | Amichevole                                                                 | -                                                                          |                                                                            |
| 24-9-1976                                                                  | Vancouver                                                                  | Canada                                                                     | 1 – 1                                                                      | Stati Uniti                                                                | Qual. Mondiali 1978                                                        | -                                                                          |                                                                            |
| 3-10-1976                                                                  | Los Angeles                                                                | Stati Uniti                                                                | 0 – 0                                                                      | Messico                                                                    | Qual. Mondiali 1978                                                        | -                                                                          |                                                                            |
| 15-10-1976                                                                 | Puebla de Zaragoza                                                         | Messico                                                                    | 3 – 0                                                                      | Stati Uniti                                                                | Qual. Mondiali 1978                                                        | -                                                                          |                                                                            |
| 20-10-1976                                                                 | Seattle                                                                    | Stati Uniti                                                                | 2 – 0                                                                      | Canada                                                                     | Qual. Mondiali 1978                                                        | -                                                                          | 76’                                                                        |
| 10-11-1976                                                                 | Port-au-Prince                                                             | Haiti                                                                      | 0 – 0                                                                      | Stati Uniti                                                                | Amichevole                                                                 | -                                                                          |                                                                            |
| 14-11-1976                                                                 | Port-au-Prince                                                             | Haiti                                                                      | 0 – 0                                                                      | Stati Uniti                                                                | Amichevole                                                                 | -                                                                          |                                                                            |
| 22-12-1976                                                                 | Port-au-Prince                                                             | Canada                                                                     | 3 – 0                                                                      | Stati Uniti                                                                | Qual. Mondiali 1978                                                        | -                                                                          |                                                                            |
| 15-9-1977                                                                  | San Salvador                                                               | El Salvador                                                                | 1 – 2                                                                      | Stati Uniti                                                                | Amichevole                                                                 | -                                                                          | 71’                                                                        |
| 18-9-1977                                                                  | Città del Guatemala                                                        | Guatemala                                                                  | 3 – 1                                                                      | Stati Uniti                                                                | Amichevole                                                                 | -                                                                          |                                                                            |
| 25-9-1977                                                                  | Città del Guatemala                                                        | Guatemala                                                                  | 2 – 0                                                                      | Stati Uniti                                                                | Amichevole                                                                 | -                                                                          |                                                                            |
| 27-9-1977                                                                  | Monterrey                                                                  | Messico                                                                    | 3 – 0                                                                      | Stati Uniti                                                                | Amichevole                                                                 | -                                                                          |                                                                            |
| 30-9-1977                                                                  | Monterrey                                                                  | El Salvador                                                                | 0 – 0                                                                      | Stati Uniti                                                                | Amichevole                                                                 | -                                                                          |                                                                            |
| 6-10-1977                                                                  | Washington                                                                 | Stati Uniti                                                                | 1 – 1                                                                      | Cina                                                                       | Amichevole                                                                 | -                                                                          | Uscita                                                                     |
| 10-10-1977                                                                 | Atlanta                                                                    | Stati Uniti                                                                | 1 – 0                                                                      | Cina                                                                       | Amichevole                                                                 | -                                                                          | Uscita                                                                     |
| Totale                                                                     |                                                                            | Presenze                                                                   | 15                                                                         |                                                                            | Reti                                                                       | 0                                                                          |                                                                            |